# Obozy Prometeusza

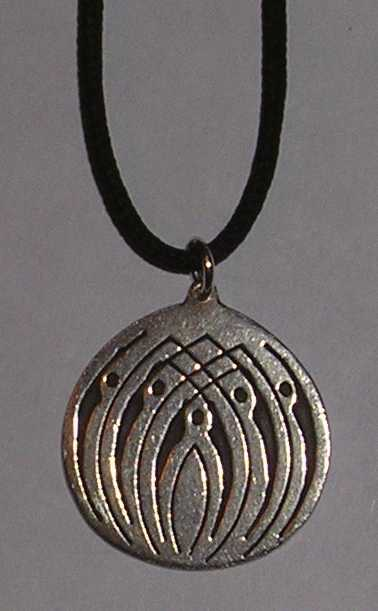
Medal nadawany na obozie Prometeusza

Obóz Prometeusza (fin. Prometheus-leiri, pot. Promu-leiri) – świecki obóz w Finlandii, zastępujący konfirmację dla osób niewierzących. 
Obozy odbywają się od roku 1990 i bierze w nich udział młodzież nienależąca do kościoła luterańskiego.  Obozy organizuje organizacja Prometheusleirien tuki ryhmä, która liczy ok. 4100 członków. Podczas obozów nie ma tradycyjnych lekcji, a sesje dyskusyjne. Omawiane są takie tematy jak światopogląd, stosunki międzyludzkie, seksualność, różnorodność i dyskryminacja. W roku 2011 w obozach Prometeusza wzięło udział ok. 900 osób.